# Reserva natural dirigida de los Sotos y Galachos del Ebro
La reserva natural dirigida de los Sotos y Galachos del Ebro es una reserva natural de Aragón (España) situada en el curso medio del valle del Ebro, Comarca Central, provincia de Zaragoza. Se encuentra entre los términos municipales de Alfajarín, El Burgo de Ebro, Fuentes de Ebro, Nuez de Ebro, Osera, Pastriz, La Puebla de Alfindén, La Cartuja Baja y Zaragoza.
Los galachos que engloba son: el galacho de la Alfranca, el de La Cartuja y el de El Burgo de Ebro. Abarca una superficie de 1536,7 ha, a las que hay que añadir una zona periférica de protección de otras 1563,8 ha. La altitud oscila entre 180 y 260 m s. n. m.

La reserva natural fue declarada como tal el 8 de abril de 1991 por la ley 5/1991 del Gobierno de Aragón, bajo el nombre de reserva natural de los Galachos de La Alfranca de Pastriz, La Cartuja y El Burgo de Ebro. El nombre actual se debe a la ley 6/2011, del día 10 de marzo de 2011. Es también LIC y ZEPA.
Actualmente son más bien pocos los galachos que pueden encontrarse en el Ebro, existiendo además de los tres en esta reserva natural otro en Juslibol. El mayor de los tres dentro de la reserva es el galacho de la Alfranca, el cual es el mejor conservado.

## Generalidades
Los galachos que engloba son: el galacho de La Alfranca, el de La Cartuja y el de El Burgo de Ebro. Abarca una superficie de 1 536,7 ha, a las que hay que añadir una zona periférica de protección de otras 1563 8 ha. La altitud oscila entre 180 y 260 m s. n. m.
Los galachos son los antiguos meandros abandonados por el cambio del cauce del río, de tal forma que la reserva natural está formada por varias lagunas, islas y bosques de ribera. Presenta zonas de aguas libres, pero la mayor parte están ocupadas por carrizales. El carrizal de carrizo y anea sirve de protección a aves acuáticas como la polla de agua, el martín pescador, ánade real y cormorán. Hay sotos con álamos, chopos y tamarices en ambas orillas y en las islas fluviales (mejanas). 
Esta zona constituye un conjunto de zonas húmedas que contrastan con la aridez de la depresión del Ebro, dándose especiales condiciones propicias para la vegetación, que sirven de refugio a un gran número de especies animales y vegetales.
Estos galachos pertenecen al mismo acuífero fluvial que el galacho de Juslibol y forman parte del conjunto de surgencias de aguas del Ebro que formó las balsas de Larralde, del Ojo del Cura, y del Ojo del Fraile. Esas lagunas son restos supervivientes de un antiguo conjunto de lagunas que fueron soterradas, como las desaparecidas "balsas de Ebro viejo". Son originadas por el acuífero fluvial que hace que el agua circule por el terreno, emergiendo donde el suelo queda por debajo de su nivel freático. Las balsas son formadas por el hundimiento del terreno debido a que los yesos del subsuelo se disuelven por las aguas subterráneas y acaban desplomándose formando simas o dolinas que cuando aflora agua se les llama popularmente "Ojos".
Se pueden diferenciar: galacho de La Alfranca, soto del Rincón Falso, balsa El Cascarro, soto de La Mejana, soto de El Francés, galacho de La Cartuja, cola del galacho, soto de Nis, galacho de El Burgo, carrizal el Picatel, carrizal de La Alfranca y carrizal de Alfajarín.
Desde los años 60, las avenidas de agua no son tan grandes debido a la regulación del río, lo que ha provocado que nuevos galachos hayan dejado de formarse. 
El cercano vertedero de residuos sólidos urbanos de Zaragoza, los riegos de la huerta meridional de Zaragoza, los regadíos de la ribera, las balsas artificiales de Saica y otros cuerpos de agua artificialmente formados, como el fluyente Canal Imperial de Aragón y su balsa, y otros depósitos de agua vallados para reciclado de agua o para riego o en prevención de incendios, etc crean una zona protegida para agrupaciones migratorias de más de 1500 ejemplares de aves como: milanos, cuervos, avefrías, grajas, gaviotas, cigüeñas, buitres, estorninos. Las cigüeñas y otras zancudas pasan las noches de invierno en las zonas de arenales, graveras y mejanas artificiales de los puentes. Alrededor de 40 buitres han sido censados en el área.

## Flora
La vegetación típica de este ecosistema es el juncal, típico del medio húmedo además de la presencia de fauna y flora acuática. Al alejarse del agua aparecen por este orden: tamarizas, salces, chopos y fresnos de hojas estrechas.
En las aguas hay algas y plantas acuáticas que sirven de alimento para los invertebrados que viven en los galachos. En los márgenes de los galachos aparece césped del tipo Paspalum paspaloides que previene la erosión y favorece la aparición de otras especies vegetales más complejas.

## Fauna

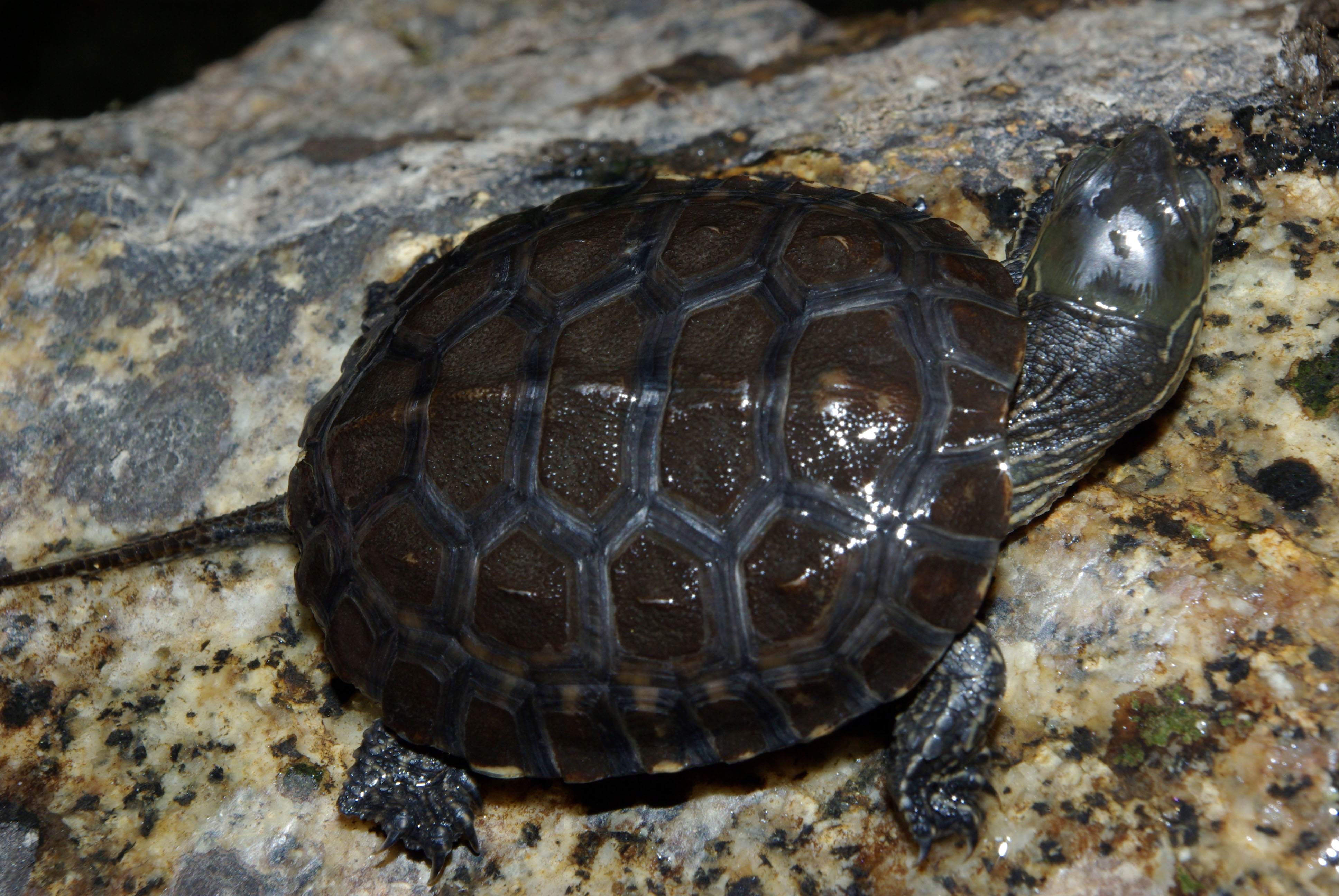
Galápago leproso.

Entre las especies animales que viven en los galachos se hallan aves como ratoneros, grajillas, pitos reales, currucas capirotadas y tordos; mamíferos como tejones comunes, zorros, ginetas y ratones de campo.
En los juncales se pueden encontrar numerosas colonias de ardeidas, como martinetes comunes. En invierno duermen allí escribanos palustres, bisbitas, lavanderas y estornelos. También viven en los carrizlaes los sapos corredores, ranas comunes, culebras de agua y especies amenazadas como el galápago europeo y el galápago leproso. Los jabalíes se protegen aquí de las altas temperaturas especialmente en verano.

## Otras figuras de protección
La reserva natural cuenta además con otras figuras de protección:
- LIC Galachos de La Alfranca de Pastriz, La Cartuja y El Burgo de Ebro y Sotos y Mejanas del Ebro
- ZEPA Galachos de La Alfranca de Pastriz, La Cartuja y El Burgo de Ebro